# Llista de monuments de l'Espunyola
Llista de monuments de l'Espunyola inclosos en l'Inventari del Patrimoni Arquitectònic Català per al municipi de l'Espunyola (Berguedà). Inclou els inscrits en el Registre de Béns Culturals d'Interès Nacional (BCIN) amb la classificació de monuments històrics, els Béns Culturals d'Interès Local (BCIL) de caràcter immoble i la resta de béns arquitectònics integrants del patrimoni cultural català.
| Monument                                                             | Protecció   | Estil/època                             | Localització                                                               | Coordenades                                            | Codi?         | Imatge |
| -------------------------------------------------------------------- | ----------- | --------------------------------------- | -------------------------------------------------------------------------- | ------------------------------------------------------ | ------------- | --- |
| Castell de l'Espunyola, o Mas del Castell                            | BCIN 834-MH | XIII-XIV, XVI                           | L'Espunyola                                                                | 42° 02′ 48″ N, 1° 46′ 58″ E / 42.046787°N,1.782812°E   | RI-51-0005473 | Castell de l'Espunyola · Vegeu més fotos d'aquest monument · Carregueu una nova foto d'aquest monument                                 |
| Església de Sant Climent del Castell                                 |             | Romànic XII                             | L'Espunyola Ctra. l'Espunyola a Casserres, km 3; pista a mà esquerra       | 42° 03′ 14″ N, 1° 47′ 01″ E / 42.053887°N,1.783630°E   | IPA-3279      | Carregueu una nova foto d'aquest monument                                                                                              |
| Església de Sant Climent                                             |             | Romànic, obra popular XI-XII, XVIII-XIX | L'Espunyola Sant Climent de l'Espunyola                                    | 42° 03′ 14″ N, 1° 47′ 01″ E / 42.053852°N,1.783679°E   | IPA-3280      | Església de Sant Climent (l'Espunyola) · Vegeu més fotos d'aquest monument · Carregueu una nova foto d'aquest monument                 |
| Rectoria del Cint                                                    |             | Obra popular XVII-XVIII                 | L'Espunyola Cal Majoral, el Cint                                           | 42° 03′ 48″ N, 1° 43′ 38″ E / 42.063206°N,1.727263°E   | IPA-3296      | Carregueu una nova foto d'aquest monument                                                                                              |
| Església de Sant Sadurní del Cint                                    |             | Obra popular XVII                       | L'Espunyola Cal Majoral, el Cint                                           | 42° 03′ 48″ N, 1° 43′ 38″ E / 42.063206°N,1.727263°E   | IPA-3297      | Església de Sant Sadurní del Cint (l'Espunyola) · Vegeu més fotos d'aquest monument · Carregueu una nova foto d'aquest monument        |
| Església de Santa Margarida del Mercadal, o Santa Margarida del Cint |             | Romànic, barroc XII, XVII               | L'Espunyola El Cint                                                        | 42° 03′ 42″ N, 1° 42′ 32″ E / 42.061722°N,1.708952°E   | IPA-3298      | Església de Santa Margarida del Mercadal (l'Espunyola) · Vegeu més fotos d'aquest monument · Carregueu una nova foto d'aquest monument |
| El Mercadal del Cint                                                 |             | Obra popular XVII-XVIII                 | L'Espunyola El Cint                                                        | 42° 03′ 41″ N, 1° 42′ 32″ E / 42.061397°N,1.708862°E   | IPA-3299      | El Mercadal del Cint (l'Espunyola) · Vegeu més fotos d'aquest monument · Carregueu una nova foto d'aquest monument                     |
| Església de Sant Pere de l'Esglesiola                                |             | Obra popular XVIII-XIX                  | L'Espunyola Ctra l'Espunyola - Puig-reig, km 4,5; pista mà esquerra, 700 m | 42° 01′ 10″ N, 1° 47′ 44″ E / 42.019410°N,1.795556°E   | IPA-3300      | Església de Sant Pere de l'Esglesiola (l'Espunyola) · Vegeu més fotos d'aquest monument · Carregueu una nova foto d'aquest monument    |
| Església dels Sants Metges                                           |             | Obra popular XVIII-XIX                  | L'Espunyola Ctra Berga-Solsona, km 32; pista a mà esquerra                 | 42° 03′ 26″ N, 1° 45′ 55″ E / 42.057128°N,1.765338°E   | IPA-3301      | Església dels Sants Metges (l'Espunyola) · Vegeu més fotos d'aquest monument · Carregueu una nova foto d'aquest monument               |
| Santuari de la Mare de Déu dels Torrents                             |             | Obra popular XVIII-XIX                  | L'Espunyola Des de la gasolinera de la M. de D. del Bosc, pista mà dreta   | 42° 02′ 34″ N, 1° 43′ 44″ E / 42.042698°N,1.728856°E   | IPA-3302      | Santuari de la Mare de Déu dels Torrents (l'Espunyola) · Vegeu més fotos d'aquest monument · Carregueu una nova foto d'aquest monument |
| Mas Torrents                                                         |             | Obra popular XVI                        | L'Espunyola Des de Correà, pista al santuari dels Torrents                 | 42° 02′ 33″ N, 1° 43′ 43″ E / 42.042515°N,1.728606°E   | IPA-3303      | Els Torrents (l'Espunyola) · Vegeu més fotos d'aquest monument · Carregueu una nova foto d'aquest monument                             |
| Mas els Quatre Vents                                                 |             | Obra popular XVII-XVIII                 | L'Espunyola Ctra. Berga-Solsona, km 33,5; pista a mà dreta                 | 42° 03′ 08″ N, 1° 46′ 46″ E / 42.052329°N,1.779412°E   | IPA-3304      | Mas els Quatre Vents (l'Espunyola) · Vegeu més fotos d'aquest monument · Carregueu una nova foto d'aquest monument                     |
| Mas el Codonyet                                                      |             | Obra popular XVIII                      | L'Espunyola                                                                | 42° 03′ 05″ N, 1° 44′ 38″ E / 42.051361°N,1.743940°E   | IPA-3305      | Carregueu una nova foto d'aquest monument                                                                                              |
| Cal Pio, o Cal Pius                                                  |             | Obra popular XX                         | L'Espunyola Ctra. Cardona-Berga, km 33, trencall ctra. l'Espunyola-Berga   | 42° 03′ 08″ N, 1° 46′ 29″ E / 42.052280°N,1.774791°E   | IPA-3306      | Cal Pius (l'Espunyola) · Vegeu més fotos d'aquest monument · Carregueu una nova foto d'aquest monument                                 |
| Mas Muntanyà                                                         |             | Obra popular XVII-XVIII                 | L'Espunyola Ctra. de Montmajor, km 27 de Solsona a Berga                   | 42° 01′ 37″ N, 1° 44′ 09″ E / 42.027010°N,1.735945°E   | IPA-3307      | Carregueu una nova foto d'aquest monument                                                                                              |
| Casa Canudas del Prat                                                |             | Obra popular XVIII                      | L'Espunyola L'Esglesiola                                                   | 42° 01′ 23″ N, 1° 47′ 50″ E / 42.023119°N,1.797123°E   | IPA-3308      | Carregueu una nova foto d'aquest monument                                                                                              |
| Ca l'Alsina                                                          |             | Obra popular XVII-XVIII                 | L'Espunyola L'Esglesiola                                                   | 42° 00′ 42″ N, 1° 47′ 43″ E / 42.011598°N,1.795202°E   | IPA-3309      | Carregueu una nova foto d'aquest monument                                                                                              |
| Cal Travé                                                            |             | Obra popular XVII-XVIII                 | L'Espunyola Correà                                                         | 42° 01′ 58″ N, 1° 43′ 17″ E / 42.032862°N,1.721447°E   | IPA-3310      | Cal Travé (l'Espunyola) · Vegeu més fotos d'aquest monument · Carregueu una nova foto d'aquest monument                                |
| Cal Mas                                                              |             | Obra popular XVII-XVIII                 | L'Espunyola Camí des de la ctra. de Berga a Solsona                        | 42° 02′ 55″ N, 1° 47′ 48″ E / 42.0487427°N,1.7967325°E | IPA-3311      | Carregueu una nova foto d'aquest monument                                                                                              |
| Molí de Muntanyà                                                     |             | Obra popular                            | L'Espunyola                                                                | 42° 01′ 39″ N, 1° 43′ 26″ E / 42.027620°N,1.723863°E   | IPA-41485     | Carregueu una nova foto d'aquest monument                                                                                              |